# Coelospermum purpureum
Coelospermum purpureum là một loài thực vật có hoa trong họ Thiến thảo. Loài này được Halford & A.J.Ford mô tả khoa học đầu tiên năm 2009.